# Iñigo Muguruza
Iñigo Muguruza Ugarte (Irún, 17 de diciembre de 1964 - 5 de septiembre de 2019) fue un músico español. Era el hermano menor de los también músicos Fermin Muguruza y Jabier Muguruza. Participó en los siguientes grupos: Desband —reconvertido en Beti Mugan—, Kortatu, Delirium Tremens, Negu Gorriak, Joxe Ripiau y Sagarroi. En estos grupos tocó el bajo y la guitarra eléctrica.
Aparte de su faceta musical, Iñigo Muguruza fue un artista polifacético. Dirigió un cortometraje, participó en la puesta en escena de la obra de teatro Ezekiel, y escribió un libro de relatos infantiles.

## Carrera musical

### Los años 80
Iñigo, con catorce años, comenzó su carrera musical tocando en un grupo llamado Desband. Iñigo terminó dejando ese grupo, que más tarde se convertiría en Beti Mugan.

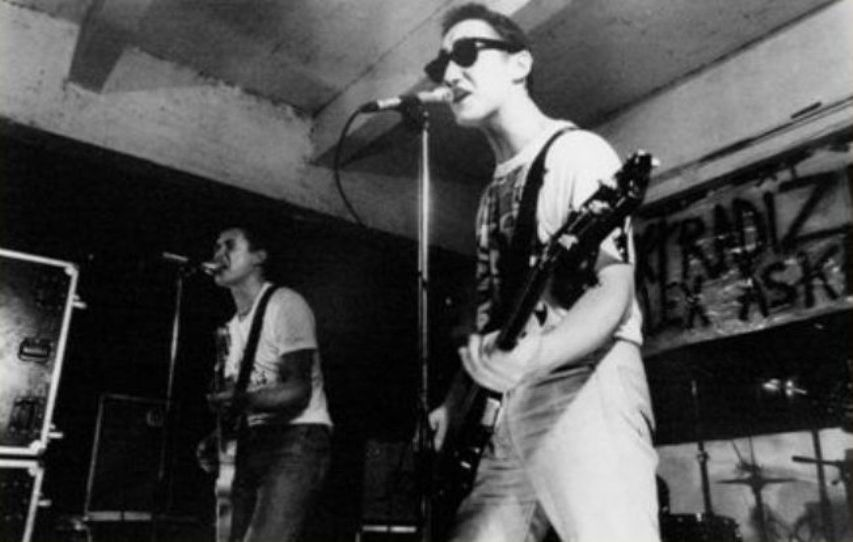
Concierto de Kortatu en el Gaztetxe de Egia, en el año 1987. Fermin a la izquierda e Iñigo a la derecha.

En 1984 formó, junto a su hermano Fermin y Treku Armendáriz el grupo Kortatu. Fermin se encargó de cantar y tocar la guitarra, Iñigo se encargó del bajo y Treku de la batería. Aparecieron encuadrados en el llamado rock radical vasco y fueron pioneros en introducir el ska en España.
El grupo se dio a conocer en 1985 con un recopilatorio llamado «El disco de los cuatro» junto a Cicatriz, Jotakie y Kontuz-Hi!. Posteriormente grabaron tres álbumes de estudio (Kortatu, 1985; El estado de las cosas, 1986; Kolpez kolpe, 1988) un disco en directo (Azken guda dantza, 1988) , un recopilatorio para Europa (A Frontline Compilation, 1988) y un maxisencillo (A la calle, 1986), además de un puñado de sencillos.
Después de la grabación de Azken guda dantza el grupo se separó. Durante sus cuatro años de vida dieron un total de 280 conciertos por toda la geografía española y por numerosos países europeos.
Con Kortatu disueltos, Iñigo dejó el País Vasco durante unos meses en los que estuvo como cooperante en Nicaragua, trabajando como brigadista en las campañas de apoyo al Frente Sandinista de Liberación Nacional.
De vuelta al País Vasco comenzó a preparar su vuelta a los escenarios junto a Fermin y Kaki Arkarazo, quien había producido Kolpez kolpe y se había incorporado a Kortatu como segundo guitarrista en su gira de despedida. Entre los tres se pusieron a preparar un nuevo proyecto musical.

### Los años 1990: Negu Gorriak

#### 1990: nuevos proyectos
En 1990 se incorporó a Delirium Tremens como segundo guitarrista. Con la banda grabó Hiru aeroplano, su último disco con Oihuka y que es considerado como su mejor LP. El álbum fue producido por Kaki Arkarazo, quien también ejerció de técnico de sonido en sus conciertos.
Ese mismo año se dio a conocer el nacimiento de un nuevo grupo, que resultó ser uno de los grupos vascos más importantes de los 1990: Negu Gorriak. Con este grupo —Fermin a la voz e Iñigo y Kaki a las guitarras— iniciaron un rock incorporando elementos de rap —Iñigo, Fermin y Kaki son grandes fanes de Public Enemy— y música negra —soul y funk— al rock, punk y hardcore que ya practicaron en Kortatu. Ese año aparecieron sus primeras referencias. Primero fue su versión de «Gaberako aterbea» [«Refugio nocturno»] en el tributo rock a Mikel Laboa Txerokee, Mikel Laboaren Kantak. Más tarde apareció su primer álbum Negu Gorriak y un sencillo con canciones exclusivas: «Hator, hator» / «Oker dabiltza». En diciembre de ese año actuaron frente a 13 000 personas en la marcha que hacen todos los años familiares de presos de ETA a la cárcel de Herrera de la Mancha, organizado por la Gestoras Pro Amnistía. Para este concierto se les unió como bajista Mikel «Anestesia».

#### 1991-1993: la consagración de Negu Gorriak

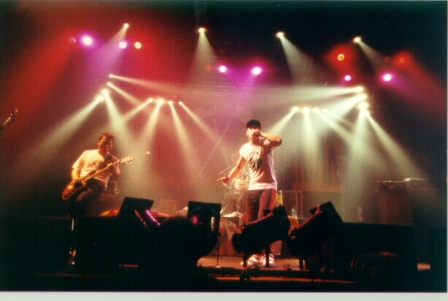
Concierto de Negu Gorriak en Bilbao en 1991, al término de la gira Gora Herria/Power to the People Tour 91. Kaki Arkarazo (izqda.) y Fermin Muguruza (dcha.).

En 1991 Negu Gorriak se configuraron definitivamente como quinteto gracias a la incorporación de Mikel «BAP!!» a la batería. Con esta nueva formación apareció su segundo trabajo Gure jarrera [Nuestra actitud], que fue unánimemente alabado por la crítica musical, desde Radio 3 —les premió como «banda en directo del año»— a Rockdelux —que eligió Gure jarrera como mejor disco nacional del año—.
Gure jarrera se publicó en una nueva compañía discográfica independiente: Esan Ozenki Records [Grítalo Alto], fundada por los propios Negu. Además de editar sus propios discos, decidieron hacer lo propio con otros grupos vascos que cantaran en euskera. Posteriormente crearían el subsello Gora Herriak [Vivan los Pueblos] con el que editarían a bandas que cantaban en otras lenguas. El álbum les acarreó sus primeros problemas legales: en mayo de 1993, el teniente coronel de la Guardia Civil Enrique Rodríguez Galindo demandó a Negu Gorriak, a Ángel Katarain —técnico de sonido de la banda— y a Esan Ozenki por un delito de «daños al honor y difamación del buen nombre». El motivo fue la canción «Ustelkeria», en la que Negu Gorriak acusaron al guardia civil de narcotráfico, basándose en un informe del fiscal donostiarra Luis Navajas que había sido previamente publicado por diferentes medios de comunicación. Galindo exigió un pago de 15 millones de pesetas —90 000 euros—, además de que el grupo no pudiese tocar la canción en directo, ni incluirla en futuras reediciones del disco.
Durante 1993 apareció, según la crítica, la obra cumbre del grupo, el doble vinilo Borreroak Baditu Milaka Aurpegi. Aunque hubo medios que entonces calificaron el trabajo de «pretencioso», el hecho es que incluso diarios conservadores como ABC o El Correo Español se mostraron elogiosos respecto al nuevo álbum de Negu Gorriak. Rockdelux volvió a premiarles con el primer puesto de la lista de mejores discos nacionales —algo que, hasta 2006, no se repitió: solo Negu Gorriak y Sr. Chinarro han colocado dos discos en el número uno de la citada revista— y con el puesto número 30 en la lista de «los 100 mejores discos españoles del siglo xx».
Durante 1991 y 1993 el grupo realizó tres giras internacionales: Gora Herria/Power to the People Tour 91, Tour 91+1 e Itxurakeriari Stop!! Hypocrisy Tour 93, la más larga que realizaron en su historia. Durante estos tres años recorrieron países como Francia, Austria, la República Checa, Países Bajos, Bélgica, España, Italia, Reino Unido, Cuba, Alemania, México y Estados Unidos.

#### 1994-1996: la disolución de Negu Gorriak
En 1994 apareció un álbum en directo, Hipokrisiari Stop! Bilbo 93-X-30, grabado el 30 de octubre en Bilbao ante 9000 personas. Ese año realizaron dos giras por Latinoamérica, una gira solidaria por El Salvador en apoyo a la campaña electoral del FMLN —en la que utilizaron el nombre de NG Brigadak al faltar Kaki Arkarazo, convaleciente tras una reciente operación en la que le extirparon el bazo y la vesícula— y una segunda gira llamada Hegoamerikan Tour 94 por Chile, Argentina y Uruguay.
A modo de resumen de lo hecho durante el año, editaron otro vídeo, Negu Gorriak Telebista.
Como resultado de sus giras por Latinoamérica, tanto la mentalidad musical como política del grupo sufrió una importante transformación. Negu Gorriak giró en su sonido hacia ritmos latinos que culminaron en Ideia zabaldu [Difundir la idea] 1995). Para Iñigo, este es su disco favorito de Negu Gorriak. Al álbum le siguió una nueva gira Europea, el Ideia Zabaldu Tour 95, en la que estuvieron acompañados en sus fechas en España por Todos Tus Muertos, con quienes habían organizado el Hegoamerikan Tour 94.

#### 1996-1999: Joxe Ripiau
En 1996, poco antes de que Fermin anunciase la disolución de Negu Gorriak, Iñigo, junto con su hermano Jabier y Sergio Ordóñez montó el grupo Joxe Ripiau. En un principio, la andadura del grupo fue como un simple proyecto de divertimento, ideado por Iñigo tras un viaje por la República Dominicana.
Tras unas rápidas sesiones de grabación editaron su primer álbum, Positive Bomb, en el que Iñigo daba rienda suelta a su pasión por los ritmos latinos y caribeños. La formación de este nuevo combo resultó poco habitual: Iñigo al bajo —desde los tiempos de Kortatu no había vuelto a hacerse cargo de uno—, Jabier al acordeón y Sergio al güiro y percusiones. En un principio el grupo no consiguió demasiada aceptación en País Vasco, aunque sí que tuvieron gran repercusión en Cataluña.
En 1997, ya con Negu Gorriak finiquitados —su último álbum, Salam, agur, se había editado poco después de Positive Bomb—, apareció el segundo álbum de los Ripiau, al que Iñigo dedicó todas sus energías: Karpe Diem, esta vez mejor producido que su predecesor.
En 1998 apareció Paradisu zinema, un álbum en el que Iñigo construyó cada canción alrededor de una película. Así, «Kaiser Sose» hacía referencia al gánster de la película Sospechosos habituales de Bryan Singer. En la grabación de este álbum colaboró Asier Ituarte —trombón—, quien más tarde se unió a la banda, quedando esta como cuarteto.

### Los años 2000: Sagarroi
Durante el año 2000 Joxe Ripiau publicaron su último álbum
Por otro lado, el 7 de junio de 2000, el Tribunal Supremo absolvió a Negu Gorriak de todos los cargos al considerar que la querella de Galindo estaba mal planteada. En enero de 2001, al no recurrir la sentencia los abogados de Galindo, Negu Gorriak anunciaron la celebración de dos conciertos como despedida final y agradecimiento a todo el apoyo recibido durante el proceso. Los conciertos se celebraron en febrero en Bayona —4000 personas— y en el Velódromo de Anoeta en San Sebastián —dos días con 13 000 personas—. Alrededor de 30 000 personas fueron testigos de los tres últimos conciertos de Negu Gorriak.
Esan Ozenki, discográfica siempre unida a Negu Gorriak, se disolvió junto con el grupo, pero reapareció como un nuevo proyecto: Metak. Con la nueva discográfica apareció el primer álbum del nuevo proyecto de Iñigo: Sagarroi.

### 2013-2017: Lurra
Grupo acústico. 
Lurra editó un disco llamado Akatsa sisteman en el año 2014 

### 2017-2019: Hiru Leike
Grupo creado por Iñigo Muguruza y la vocalista Ane Odriozola. Recientemente se ha incorporado la batería Paula Andrade.

## Discografía

### Kortatu
- «Disco de los cuatro» (Soñua, 1985), junto a Cicatriz, Jotakie y Kontuz-Hi!. Reeditado en CD por Oihuka en 2000.
- Kortatu (Soñua, 1985). LP. En la reedición en CD (Oihuka, 1998) se incluyeron dos canciones extra: «Mierda de ciudad y «El último ska".
- A la Calle (Soñua, 1986). Maxisencillo con 3 canciones.
- El Estado De Las Cosas (Soñua, 1986). LP. En la reedición en CD (Oihuka, 1998), se incluyeron las canciones del maxisencillo A la calle.
- A Frontline Compilation (Red Rhino-Organik, 1988). LP. Recopilatorio, reeditado en CD por Oihuka en 1998.
- Kolpez Kolpe (Oihuka, 1988). LP. Reeditado en CD por Esan Ozenki en 1998.
- Azken Guda Dantza (Nola!, 1988). Doble LP en directo. En la reedición en CD (Esan Ozenki, 1992) desaparecen los pitidos censores que se escuchaban en el tema «Aizkolari". En esta edición también se descubre que el personaje oculto que aparecía en el encarte de El estado de las cosas era Juan Carlos I.

### Delirium Tremens
- Hiru Aeroplano (Oihuka, 1990). LP y CD.
- Delirium Tremens (Esan Ozenki, 1991). EP.
- Bilbo Zuzenean 91-5-24 (Esan Ozenki, 1991). LP y CD.

### Negu Gorriak
- Negu Gorriak (Oihuka, 1990). LP y CD. Reeditado en por Esan Ozenki en 1996.
- Gure Jarrera (Esan Ozenki, 1991). LP y CD.
- Herrera de la Mancha. 90-12-29 (Esan Ozenki, 1991). VHS.
- Gora Herria (Esan Ozenki, 1991). Maxisingle. Reeditado en CD en 1994, incluyendo como tema extra «Apatxe gaua».
- Tour 91+1 (Esan Ozenki, , 1992). VHS.
- Borreroak Baditu Milaka Aurpegi (Esan Ozenki, 1993). Doble LP y CD.
- Negu Gorriak Telebista (Esan Ozenki, 1994). VHS.
- Hipokrisiari Stop! Bilbo 93-X-30 (Esan Ozenki, 1994). Disco en directo. LP y CD.
- Ideia Zabaldu (Esan Ozenki, 1995). LP y CD.
- Ustelkeria (Esan Ozenki, 1996). Recopilatorio de maquetas y rarezas; originalmente editado como disco de apoyo que solo se vendía por correo. Reeditado para la venta en 1999.
- Salam, Agur (Esan Ozenki, 1996). CD.
- 1990 - 2001 (Metak, 2005). DVD. Incluye los tres VHS y parte de los conciertos que dieron en 2001. Incluye un CD con temas en directo de esos mismos conciertos.

### Joxe Ripiau
- Positive Bomb (Esan Ozenki, 1996). CD.
- Karpe Diem (Esan Ozenki, 1997). CD.
- Paradisu Zinema (Esan Ozenki, 1998). CD.
- Bizitza Triste eta Ederra (Esan Ozenki, 2000). CD.

### Sagarroi
- Meatzaldea (Metak, 2001). CD.
- Euria ari duela (Metak, 2003). CD.
- Toulouse (Metak, 2004). CD.
- Baleike (Kasba Music, 2006). CD.
- Haikua (Sagarroi ekoizpenak, 2009). CD.

### Lurra
- Akatsa sisteman (5gora, 2001). CD.